# Bergakungen (balett)

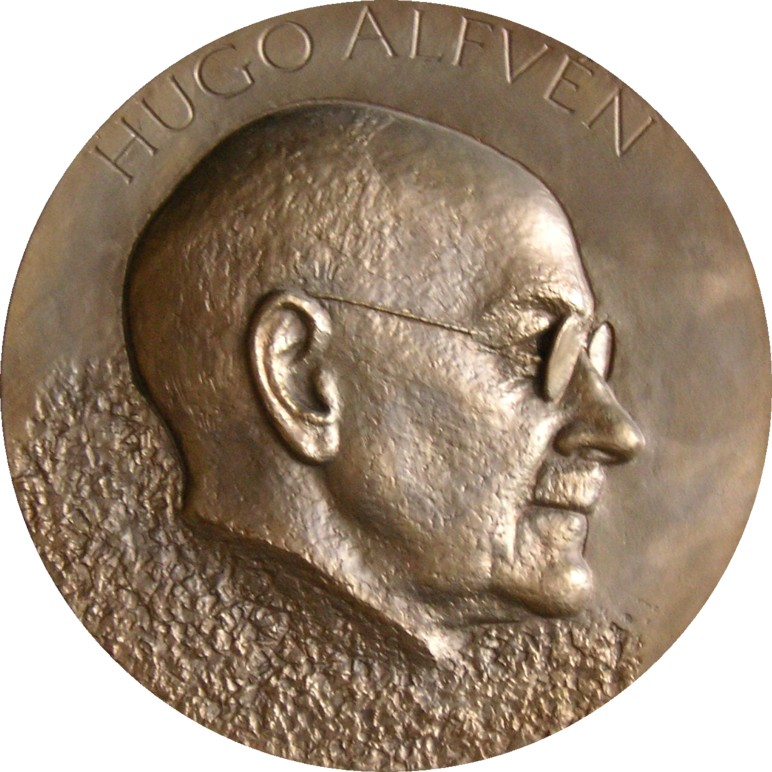
Hugo Alvén. Plakett, Stockholms stadshus.

Bergakungen (Den bergtagna) är en svensk balett med undertiteln pantomimiskt drama i tre akter for orkester op. 37. Koreografi av Jean Börlin och musik av Hugo Alfvén.

## Historia
Målaren John Bauer vände sig 1915 till Alfvén och framförde idén om en balett byggd på folkvisan om den bergtagna vallflickan. Alfvén blev intresserad och hade i augusti 1917 tagit fram skisser till alla tre akterna. Projektet avbröts tillfälligt efter att Bauer omkommit i en fartygsolycka på Vättern den 20 november 1918. Verket, som under tiden fått en mera tragisk grundton än inledningsvis, stod klart i januari 1923. Premiären försenades och baletten kunde inte som avsett uruppföras vid Stockholmsoperans 150-årsjubileum. Istället ägde urpremiären rum på Stockholmsoperan den 7 februari 1923 och gavs 19 gånger under premiäråret. Dekoren var av Prins Eugen och J.A.G. Acke. Kostymerna av Anna Boberg och dirigent var Adolf Wiklund.
Stycket återkom på Stockholmsoperans repertoar 1931 med tre föreställningar och lika många 1932. Därefter förekom den i radioutsändningar, men blev i övrigt okänd för många.

## Diskografi (urval)
- Bergakungen. Sveriges radios symfoniorkester. Evgenij Svetlanov, dirigent. Musica Sveciae MSCD 614. 1991.
- Bergakungen. Malmö symfoniorkester. Stig Rybrant, dirigent. Swedish Society SCD 1106. 1999.